# Безымянка (Ростовская область)
Безымя́нка — хутор в Морозовском районе Ростовской области.
Входит в состав Широко-Атамановского сельского поселения.

## Население
| 2010 |
| ---- |
| 5    |

## Экономика
На хуторе действует КФХ «Лымарева».